# Гоњи Шосе
Гоњи Шосе (фр. Gognies-Chaussée) насеље је и општина у североисточној Француској у региону Север-Па д Кале, у департману Север која припада префектури Авне сир Елп.
По подацима из 2011. године у општини је живело 786 становника, а густина насељености је износила 98,99 становника/km². Општина се простире на површини од 7,94 km². Налази се на средњој надморској висини од 145 метара (максималној 158 m, а минималној 122 m).

## Демографија
| 1962. | 1968. | 1975. | 1982. | 1990. | 1999. | 2011. |
| ----- | ----- | ----- | ----- | ----- | ----- | ----- |
| 886   | 907   | 756   | 807   | 820   | 796   | 786   |

График промене броја становника у току последњих година